# Peristaltism

Reprezentare grafică a mișcărilor peristaltice

Peristaltismul este o alternanță a mișcărilor de contracție și de relaxare a musculaturii netede a esofagului, stomacului și intestinului, care se propagă sub formă de unde și în direcție anterogradă, de-a lungul tubului digestiv. Mișcările peristaltice au loc ca urmare a coordonării dintre contracțiile involuntare ale mușchilor circulari, urmate de contracțiile simultane ale mușchilor longitudinali și relaxarea mușchilor circulari din tractul gastro-intestinal.
Unii compuși chimici sunt activatori ai peristaltismului intestinal, de exemplu sulful din apele minerale .